# Шуламит Фајерстон
Шуламит Фајрстон (енгл. Shulamith Firestone; Отава, 7. јануар 1945 — Њујорк, 28. август 2012) била је канадска феминисткиња. Била је главна личност раног радикалног феминизма.

## Дела
- The Dialectic of Sex: The Case for Feminist Revolution (1970)
- irless Spaces, Semiotext(e) (1998)